# Чорноморець Олег Васильович
Олег Васильович Чорноморець — майор Збройних сил України, учасник російсько-української війни, що відзначився у ході російського вторгнення в Україну. Герой України (посмертно).
Народився 25 квітня 1965 року в місті Коростень, Житомирська область, Українська РСР, СРСР
У 1986 році закінчив Хмельницьке вище артилерійське командне училище. Служив на території Німеччини, де командував самохідною артилерійською батареєю калібру 122 мм. У 1990 році звільнився у званні старшого лейтенанта, працював на залізниці в Коростені.
У березні 2014 року був призваний на десятиденні збори до 95-ї аеромобільної бригади. Мав право звільнитися як батько трьох дітей, але продовжував служити. У 2014 році командував батареєю «Гвоздик» САУ калібру 122 мм на Донеччині, згодом у 90-му окремому аеромобільному батальйоні (м. Костянтинівка). 17 квітня 2015 року демобілізувався.
Згодом знову був мобілізований, служив у Коростенському військкоматі, командував протитанковою батареєю у 43 артилерійській бригаді.
На початок повномасштабного російського вторгнення в Україну на посаді заступника командира 503 Окремого батальйону морської піхоти
, що перебував на Маріупольському напрямку.
У березні 2022 року у боях під селом Зачатівка, батальйон яким він командував, завдали значних втрат російським загарбникам. Після того як противник кинув у бій резерви, за повідомленням військової частини: «Останнім своїм наказом офіцер викликав вогонь по координатах, де було найбільше скупчення окупантів. Артилеристи виконали наказ свого героїчного командира та вдарили по вказаних координатах. Офіцер на зв'язок більше не виходив. Того ж дня було встановлено, що майор Олег Чорноморець викликав вогонь на себе та загинув, захищаючи свою країну, віддавши власне життя заради порятунку бойових побратимів».
Указом Президента України від 23 лютого 2023 року № 107/2023, За особисту мужність і героїзм, виявлені у захисті державного суверенітету та територіальної цілісності України, самовіддане служіння Українському народові удостоєний звання Герой України з удостоєнням ордена «Золота Зірка»(посмертно).

## Нагороди
- Звання Герой України з удостоєнням ордена «Золота Зірка» (посмертно) — за особисту мужність і героїзм, виявлені у захисті державного суверенітету та територіальної цілісності України, самовіддане служіння Українському народові[1].
- Нагрудний знак Ветеран війни.